# Widzew Wschód

Podział dawnej dzielnicy Widzew na obszary Systemu Informacji Miejskiej - wyszczególniony obszar SIM Widzew Wschód

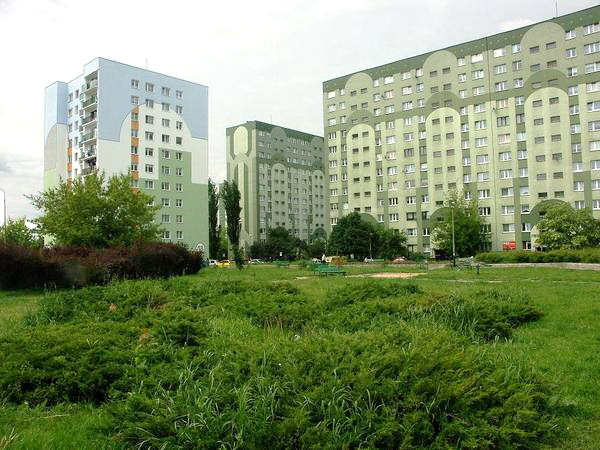
Osiedle Stefana Batorego tzw. Zielone widok od ul Haška

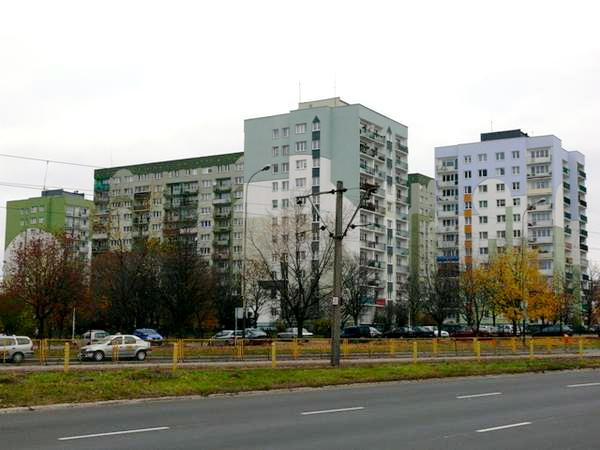
Osiedle Stefana Batorego tzw. Zielone, widok od ul. Puszkina

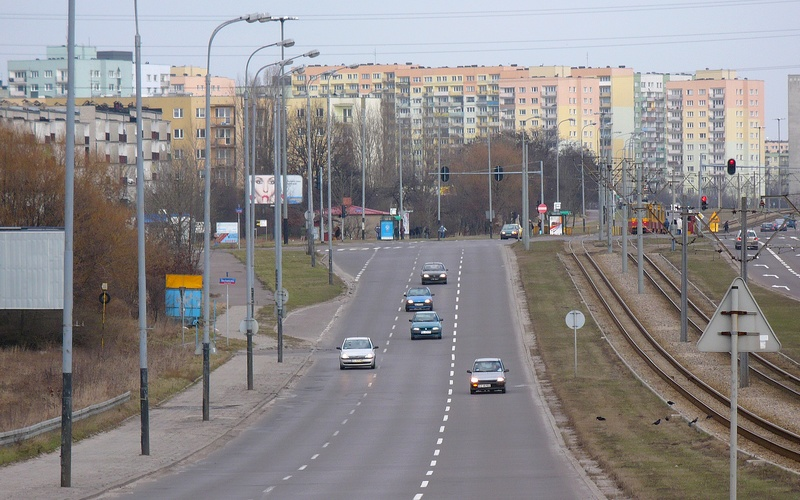
Widok na osiedle Widzew-Wschód z wiaduktu na ul. Przybyszewskiego

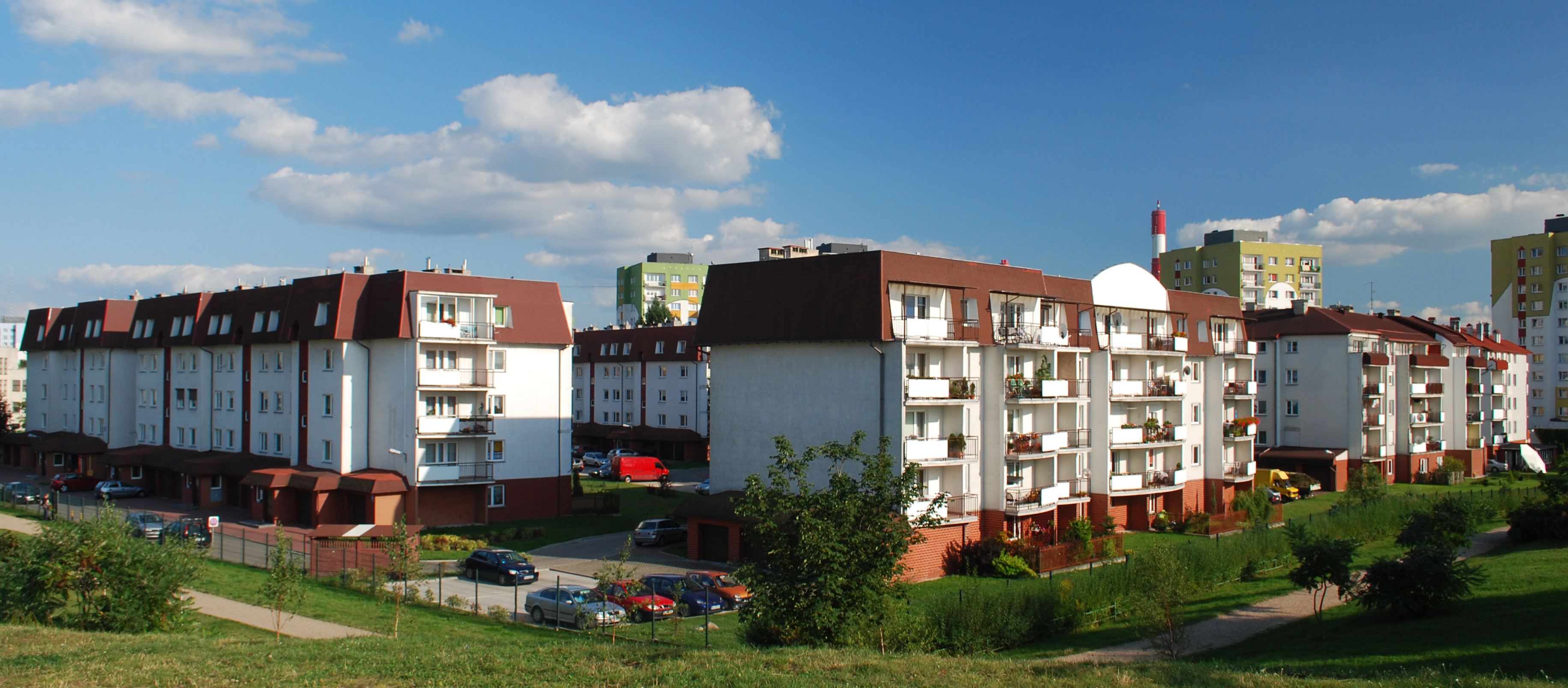
Osiedle „Górka Widzewska”

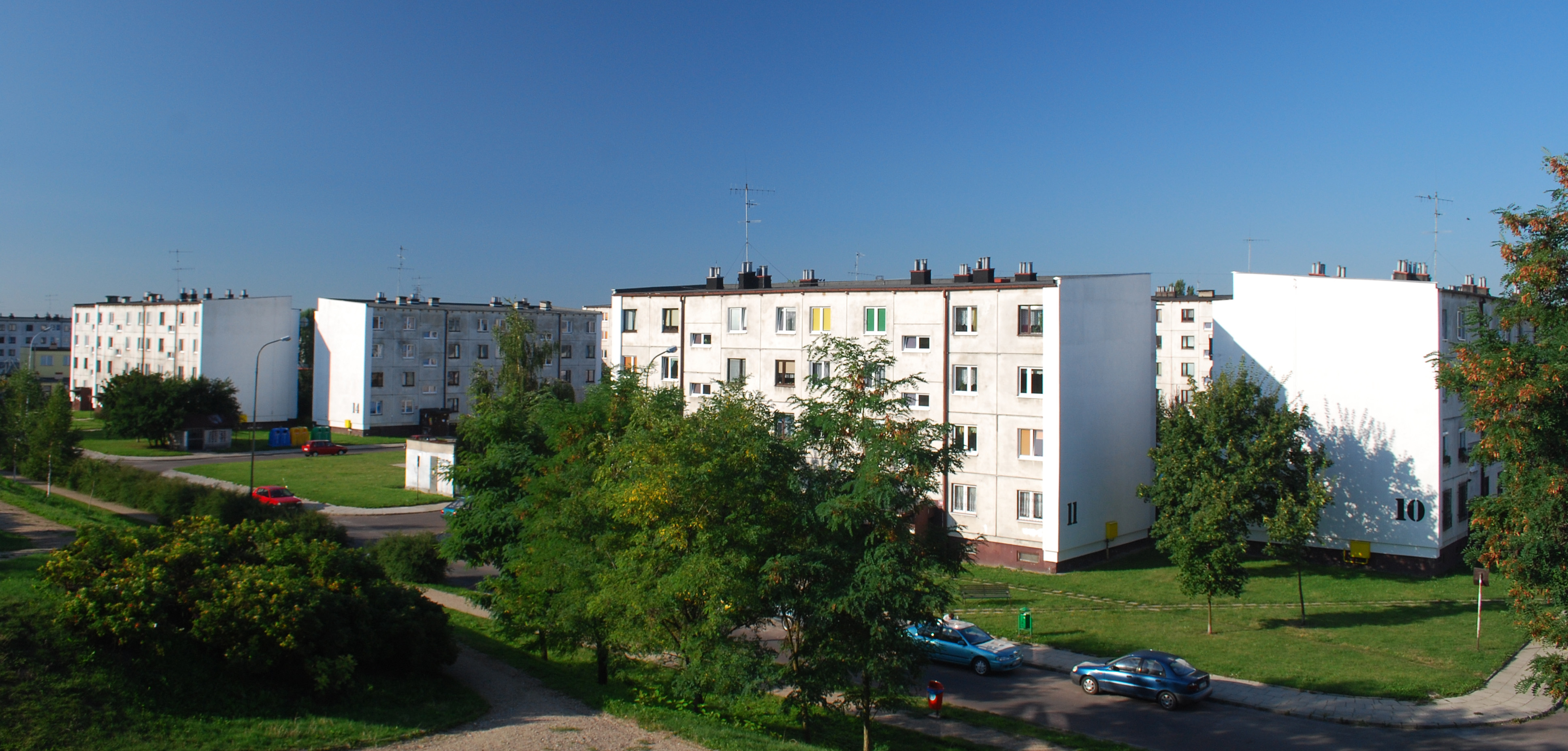
Osiedle MSM, tzw. „Białe”

Widzew Wschód – jedno z najmłodszych osiedli Łodzi, mieszczące się we wschodniej części miasta. Co prawda istnieje faktyczne osiedle Widzew Wschód, jednakże tym mianem określa się kilka osiedli, które są umiejscowione od kolei obwodowej do ul. Augustów pomiędzy dawną Drogą Żelazną Fabryczno-Łódzką (linia kolejowa nr 17 do Koluszek na Warszawę) i ulicą Stanisława Przybyszewskiego.

## Historia
Główna część osiedla została zbudowana pod koniec lat 70. oraz w latach 80. XX w. W skład Widzewa Wschodu wchodzą następujące osiedla:
1. os. im. Stefana Batorego
2. os. im. Bolesława Chrobrego
3. os. im. Mieszka I
4. os. Młodzieżowej Spółdzielni Mieszkaniowej (tzw. „Białe”)
5. os. „Górka Widzewska” przy ul. Koplowicza

Osiedla współcześnie nazwane im. Stefana Batorego, Bolesława Chrobrego i Mieszka I zostały  wybudowane przez RSM Bawełna w latach 1974-1981 i były administrowane przez tę spółdzielnię do 1991 r. pod wspólną nazwą „Osiedle Widzew-Wschód”. W 1991 r. doszło do podziału RSM Bawełna, w wyniku którego powstały oddzielne spółdzielnie: SM im. Bolesława Chrobrego, SM im. Stefana Batorego i SM im. Mieszka I, które przejęły nadzór nad osiedlami o odpowiednich nazwach.
W latach 1984–1991 między ulicami: Lodową, Przybyszewskiego i Milionową powstało osiedle wybudowane przez Młodzieżową Spółdzielnię Mieszkaniową ZSMP. Osiedle MSM było rozbudowywane dalej w kierunku ul. Haska aż do 2006 r., kiedy to oddano ostatni budynek.
W trakcie budowy osiedla Widzew-Wschód powstały między ul. Milionową i Aleją Przyjaźni (dawniej Aleją Przyjaźni Polsko-Radzieckiej) sztuczne wzgórza usypane z ziemi i gruzu pochodzącego z prac ziemnych. Pierwotnie na terenie tym planowano wybudowanie nowego stadionu dla klubu sportowego Widzew Łódź, jednak w latach 80. XX w. zrezygnowano z tego pomysłu. Część terenów przeznaczonych dla klubu została wykorzystana na budowę osiedla MSM, pozostała część została zamieniona na park „Widzewska Górka”, który został oddany do użytku mieszkańców w 2001 r.
W latach 2001–2005, przy parku „Górka Widzewska”, wzdłuż ulicy Koplowicza powstało niewielkie, ogrodzone osiedle o podwyższonym standardzie. Osiedle zostało wybudowane przez Zakład Ogólnobudowlany inż. L. Suchora, na zlecenie inwestora SM „Górna”. SM „Górna” pozostaje administratorem tego osiedla.

## Obiekty użyteczności publicznej

Osiedle im. Stefana Batorego oraz kościół Parafii św. Alberta Chmielowskiego - panorama z Górki Widzewskiej.

Oprócz wcześniej wspomnianego parku „Widzewska Górka ”na terenie Widzewa-Wschodu znajduje się:
- 7 przedszkoli i 7 żłobków
- 4 przychodnie lekarskie
- 4 szkoły podstawowe, 3 gimnazja (w tym jedno z krytym basenem) i 2 licea ogólnokształcące (XXXII LO im. Haliny Poświatowskiej i XLVII LO)
- dworzec kolejowy Łódź Widzew - najstarszy zachowany obiekt na osiedlu, powstały w 1903 r., który w latach 2010-2011 przeszedł gruntowną modernizację, aby na czas przebudowy dworca Łódź Fabryczna (lata 2011-2014) stać się główną stacją Łodzi
- 2 parafie rzymskokatolickie: św. Alberta Chmielowskiego i Matki Bożej Jasnogórskiej[6]
- targowisko miejskie
- Klub osiedlowy „Alternatywa”[7]
- Dom Kultury „502”[8] - należący do sieci Widzewskich Domów Kultury, w którym działa m.in. Widzewska Galeria Ekslibrisu[9][10]oraz Studio Teatralne „Słup”[11]